# Kosmos 173
O Kosmos 173 (em russo: Космос 173) também denominado DS-P1-Yu Nº 9, foi um satélite artificial soviético lançado ao espaço com sucesso no dia 24 de agosto de 1967 através de um foguete Kosmos-2I a partir do Cosmódromo de Plesetsk.

## Características
O Kosmos 173 foi o nono membro da série de satélites DS-P1-Yu e o oitavo lançado com sucesso após o fracasso do lançamento do segundo membro da série. Sua missão era testar sistemas antissatélites e antimíssil soviéticos.
O Kosmos 173 foi injetado em uma órbita inicial de 528 km de apogeu e 280 km de perigeu, com uma inclinação orbital de 71 graus e um período de 92,2 minutos. Reentrou na atmosfera terrestre em 17 de dezembro de 1967.